# Nippononeta elongata
Nippononeta elongata är en spindelart som beskrevs av Ono och Saito 200. Nippononeta elongata ingår i släktet Nippononeta och familjen täckvävarspindlar. Inga underarter finns listade i Catalogue of Life.